# Yatsugatake Skating Center
Het Yatsugatake Skating Center (山梨県立 八ヶ岳スケートセンタ) is een ijsbaan in Akanashi in de prefectuur Yamanashi in het midden van Japan. De openlucht-kunstijsbaan is geopend in 1986 en ligt op 1.002 meter boven zeeniveau.